# Arvillers
Arvillers és un municipi francès situat al departament del Somme i a la regió dels Alts de França. L'any 2007 tenia 729 habitants.

## Demografia

### Població

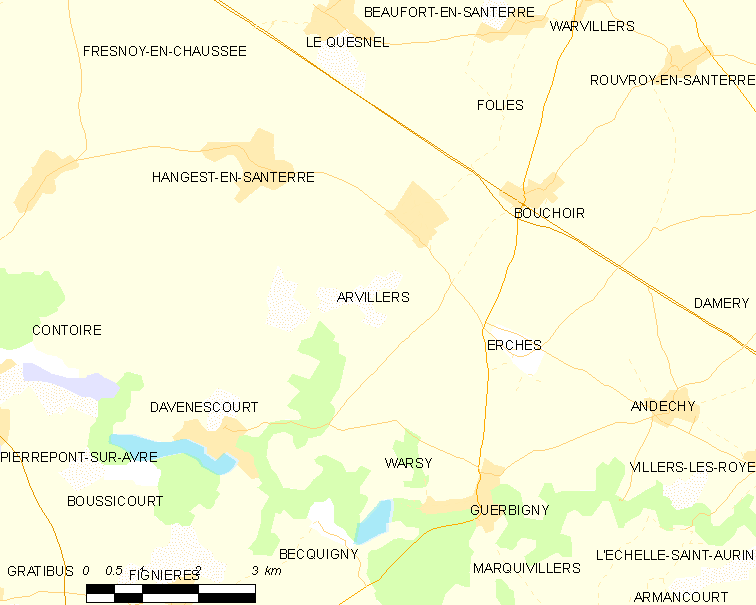

El 2007 la població de fet d'Arvillers era de 729 persones. Hi havia 278 famílies de les quals 56 eren unipersonals (24 homes vivint sols i 32 dones vivint soles), 95 parelles sense fills, 103 parelles amb fills i 24 famílies monoparentals amb fills.

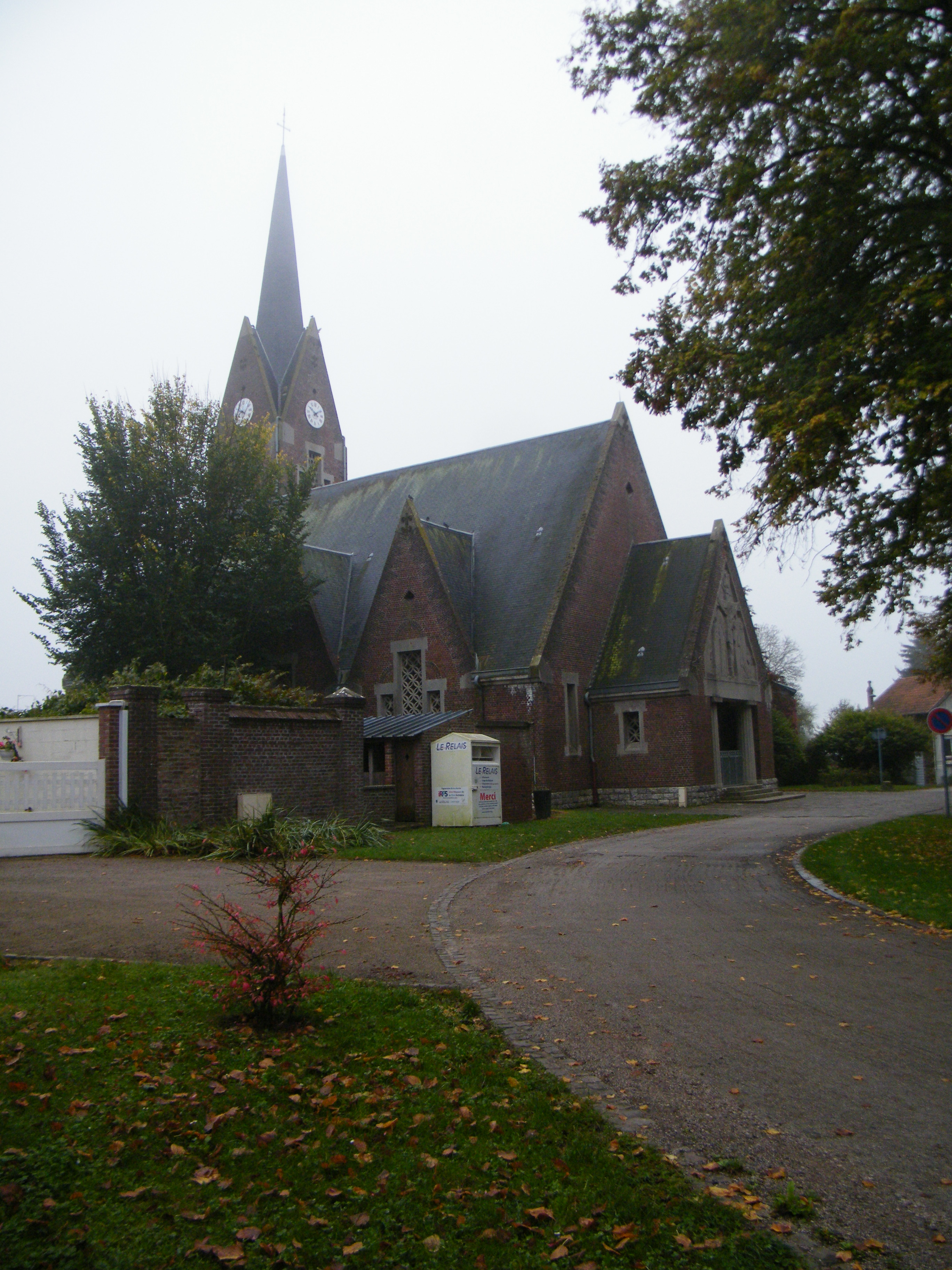
església

La població ha evolucionat segons el següent gràfic:
Habitants censats

### Habitatges
El 2007 hi havia 330 habitatges, 283 eren l'habitatge principal de la família, 27 eren segones residències i 20 estaven desocupats. 329 eren cases i 1 era un apartament. Dels 283 habitatges principals, 250 estaven ocupats pels seus propietaris, 26 estaven llogats i ocupats pels llogaters i 8 estaven cedits a títol gratuït; 9 tenien dues cambres, 47 en tenien tres, 66 en tenien quatre i 161 en tenien cinc o més. 222 habitatges disposaven pel capbaix d'una plaça de pàrquing. A 129 habitatges hi havia un automòbil i a 126 n'hi havia dos o més.

### Piràmide de població

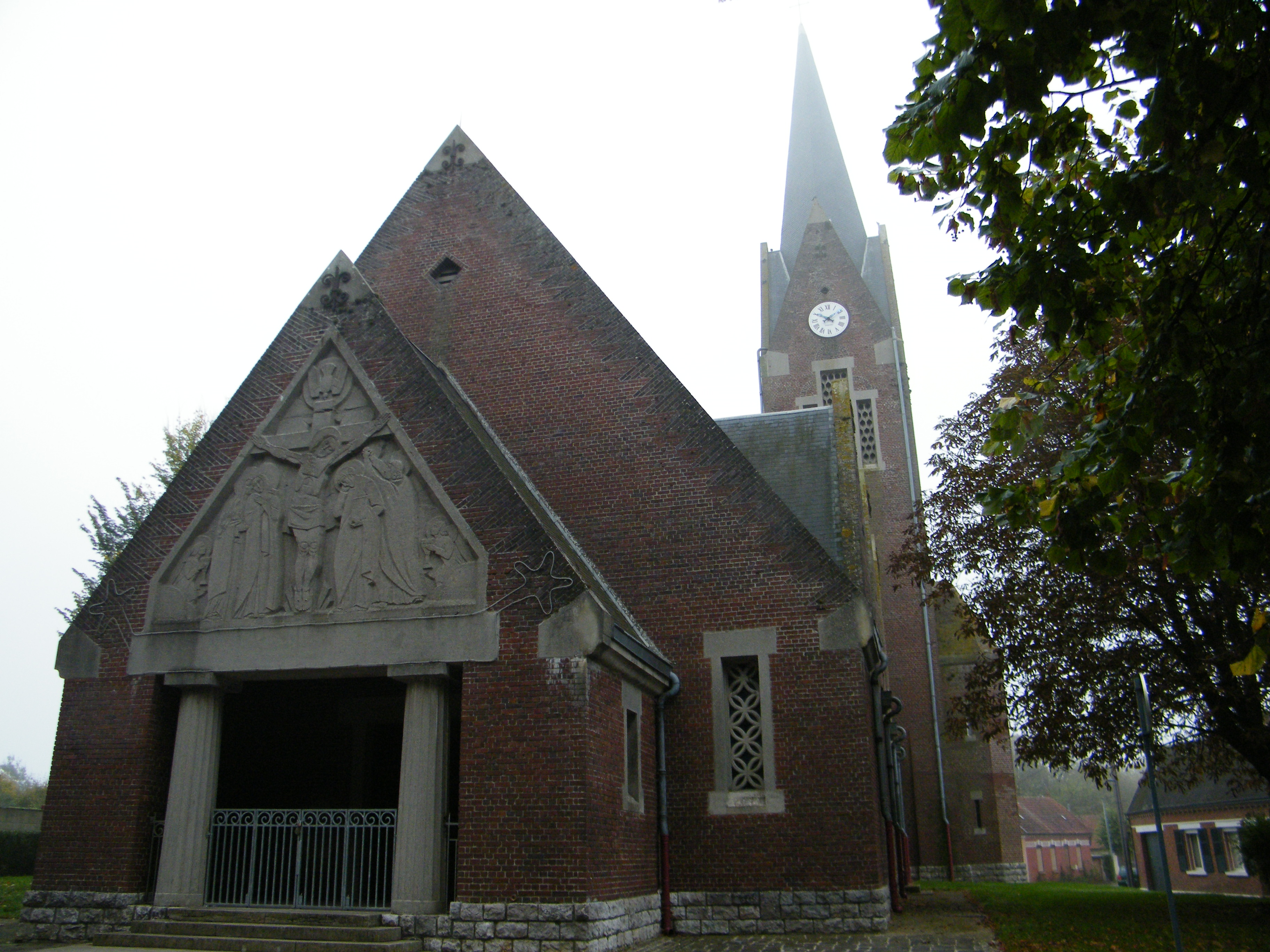

La piràmide de població per edats i sexe el 2009 era:
| Homes | Edats   | Dones |
| ----- | ------- | ----- |
| 0     | 95 o +  | 0     |
| 0     | 90 a 94 | 0     |
| 4     | 85 a 89 | 0     |
| 4     | 80 a 84 | 0     |
| 12    | 75 a 79 | 24    |
| 16    | 70 a 74 | 12    |
| 24    | 65 a 69 | 16    |
| 16    | 60 a 64 | 20    |
| 12    | 55 a 59 | 12    |
| 40    | 50 a 54 | 24    |
| 20    | 45 a 49 | 32    |
| 12    | 40 a 44 | 20    |
| 20    | 35 a 39 | 8     |
| 16    | 30 a 34 | 8     |
| 36    | 25 a 29 | 28    |
| 20    | 20 a 24 | 20    |
| 32    | 15 a 19 | 24    |
| 36    | 10 a 14 | 12    |
| 12    | 5 a 9   | 20    |
| 16    | 0 a 4   | 4     |

## Economia

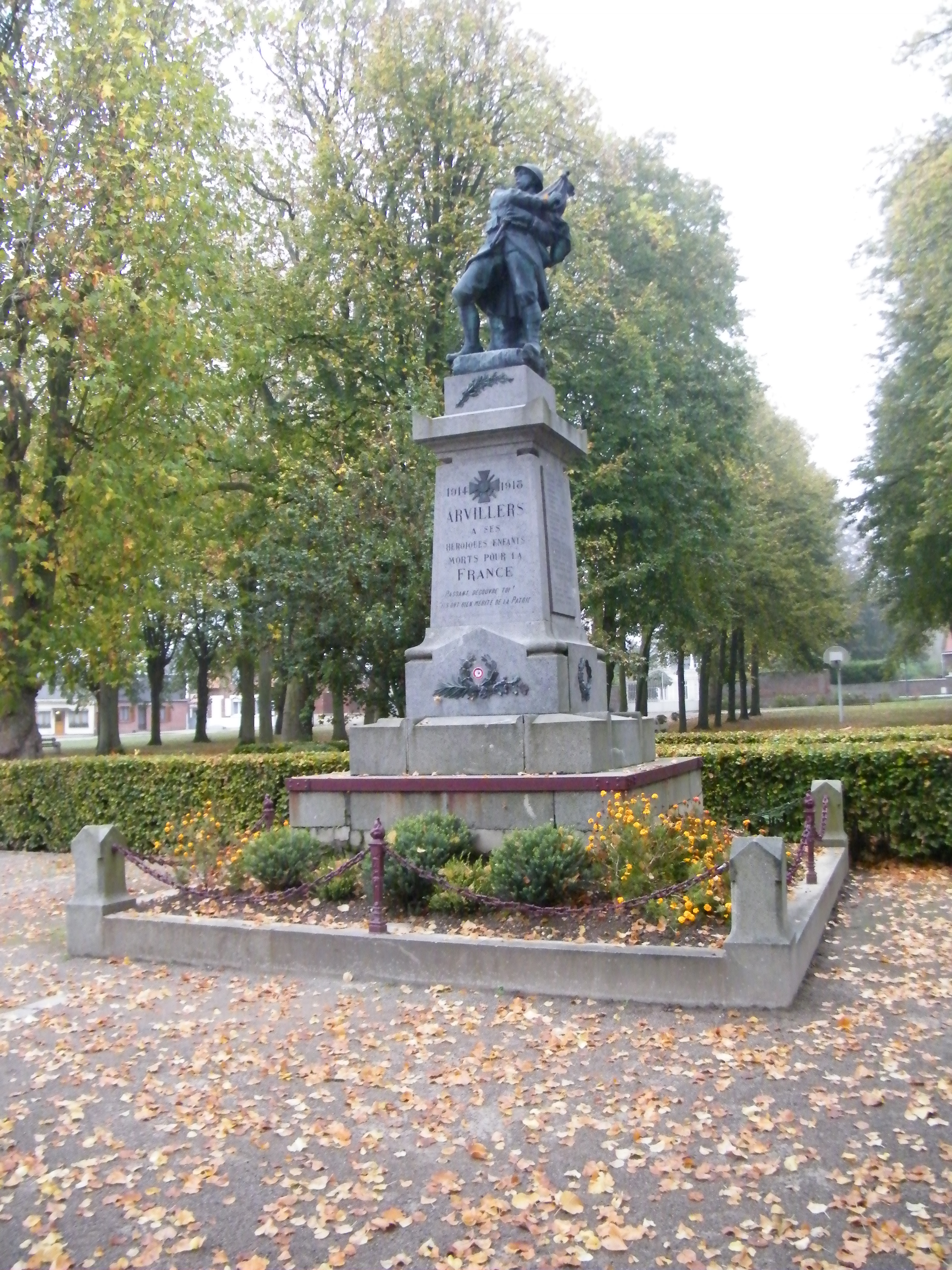

El 2007 la població en edat de treballar era de 465 persones, 351 eren actives i 114 eren inactives. De les 351 persones actives 328 estaven ocupades (181 homes i 147 dones) i 23 estaven aturades (10 homes i 13 dones). De les 114 persones inactives 40 estaven jubilades, 28 estaven estudiant i 46 estaven classificades com a «altres inactius».

### Ingressos
El 2009 a Arvillers hi havia 297 unitats fiscals que integraven 792,5 persones, la mediana anual d'ingressos fiscals per persona era de 18.342 €.

### Activitats econòmiques
Dels 34 establiments que hi havia el 2007, 1 era d'una empresa alimentària, 9 d'empreses de construcció, 8 d'empreses de comerç i reparació d'automòbils, 2 d'empreses de transport, 2 d'empreses d'hostatgeria i restauració, 1 d'una empresa financera, 4 d'empreses immobiliàries, 3 d'empreses de serveis, 3 d'entitats de l'administració pública i 1 d'una empresa classificada com a «altres activitats de serveis».
Dels 14 establiments de servei als particulars que hi havia el 2009, 1 era una oficina de correu, 3 tallers de reparació d'automòbils i de material agrícola, 2 paletes, 1 guixaire pintor, 1 fusteria, 1 lampisteria, 1 electricista, 1 empresa de construcció, 1 perruqueria i 2 restaurants.
Dels 4 establiments comercials que hi havia el 2009, 1 era una botiga de més de 120 m², 1 una botiga de menys de 120 m², 1 una fleca i 1 una botiga d'electrodomèstics.
L'any 2000 a Arvillers hi havia 11 explotacions agrícoles que ocupaven un total de 1.176 hectàrees.

## Equipaments sanitaris i escolars

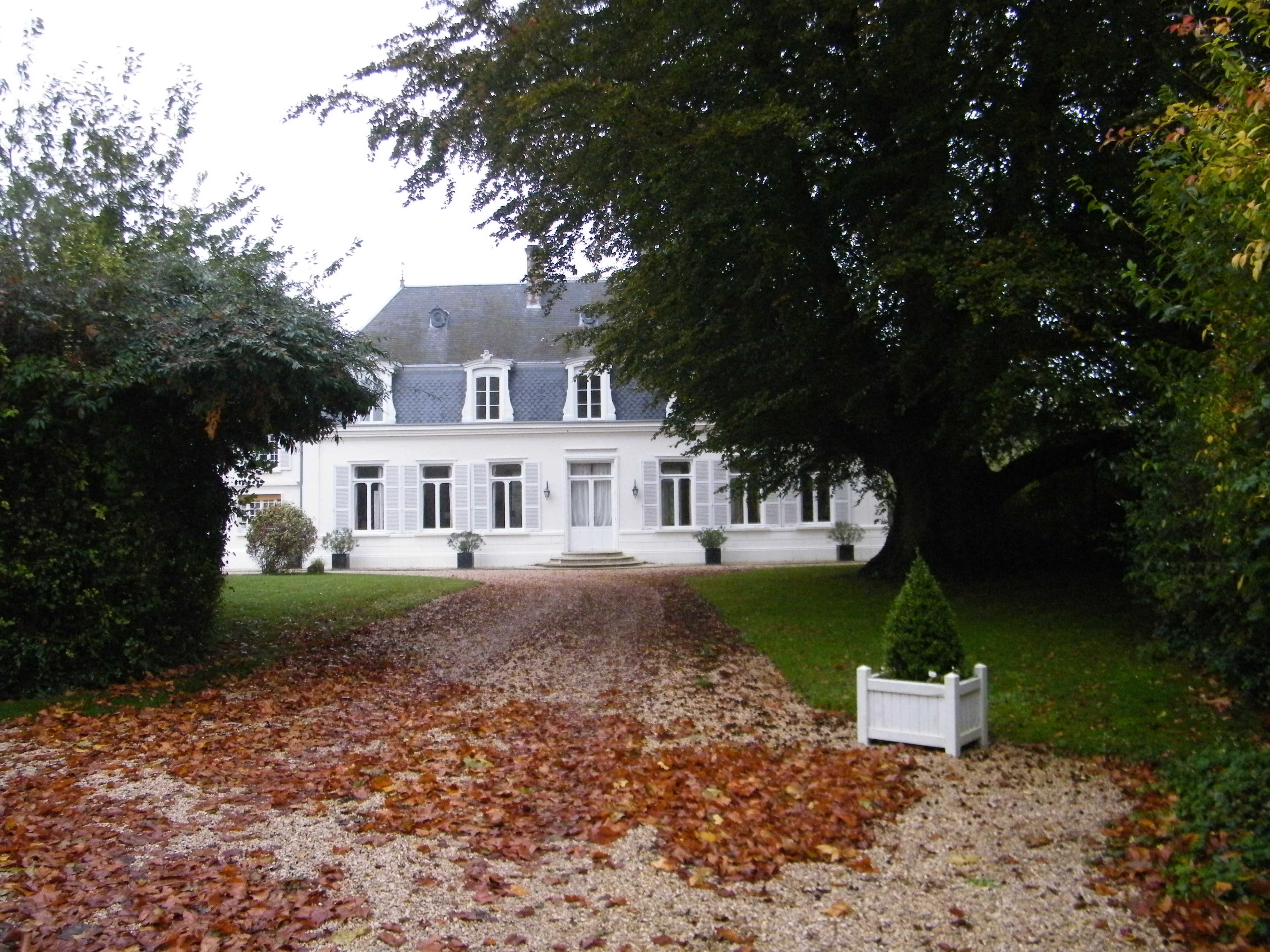

El 2009 hi havia una escola elemental.

## Poblacions més properes
El següent diagrama mostra les poblacions més properes.